# Valeriana reverdattoana
Valeriana reverdattoana är en kaprifolväxtart som beskrevs av Georgji Prokopievič Sumnevicz. Valeriana reverdattoana ingår i släktet vänderötter, och familjen kaprifolväxter. Inga underarter finns listade i Catalogue of Life.